# Frontera entre Israel y Siria
La frontera entre Siria e Israel fue establecida oficialmente en la década de 1920, y ha sido objeto de litigios entre los dos países. Al este de esta frontera internacional, los Altos del Golán fueron ocupados desde 1967 y anexados unilateralmente por Israel en 1981, pero Siria reclama que se trata de un territorio disputado entre los dos países y la anexión no es reconocida por las Naciones Unidas.

## Frontera oficialde jure

Diferentes trazados de límites en los Altos del Golán a lo largo de la historia.

La creación de esta fue establecida durante la conferencia de San Remo en 1920 para concretar el acuerdo Sykes-Picot que estableció las zonas de influencia francesa (Mandato de Siria) y británica (Mandato de Palestina en el Oriente Medio después de la derrota del Imperio otomano durante la Primera Guerra Mundial. La línea límite se estableció más tarde durante el acuerdo Paulet-Newcombe en 1923.
Empieza en el trifinio no lejos del río Ouazzani, afluente del río Hasbani, que desemboca en Jordania, punto de unión con las fronteras entre Israel y Líbano y entre Líbano y Siria. Entonces se dirige hacia el este hacia el kibutz de Dan situado aproximadamente a 2 km. Lo rodea, toma una dirección sur y corre a lo largo del río Jordán a 0,5/1 km de su costa oriental, que alcanza toda esta parte del valle del Jordán en provecho del estado judío.
Cuando el río llega al lago Tiberíades, la frontera corre a lo largo de su orilla oriental, se posa de nuevo bajo control total israelí, hasta el norte del kibutz Ein Gev, donde la frontera vuelve a ser terrestre y avanza más lejos de la orilla del lago a medida que baja hacia el sur para llegar a las orillas del río Yarmuk a aproximadamente 10 km desde su confluencia con Jordania, creando así un segundo trifinio en entre Israel-Jordania y Jordania-Siria.
El 1949, durante los acuerdos del armisticio árabe-israelí que acabó la guerra árabe-israelí de 1948, el trazado se mantuvo sin cambios, pero las áreas previamente ocupadas por el ejército sirio al oeste de la frontera fueron evacuadas y desmilitarizadas.

## Fronterade factoactual

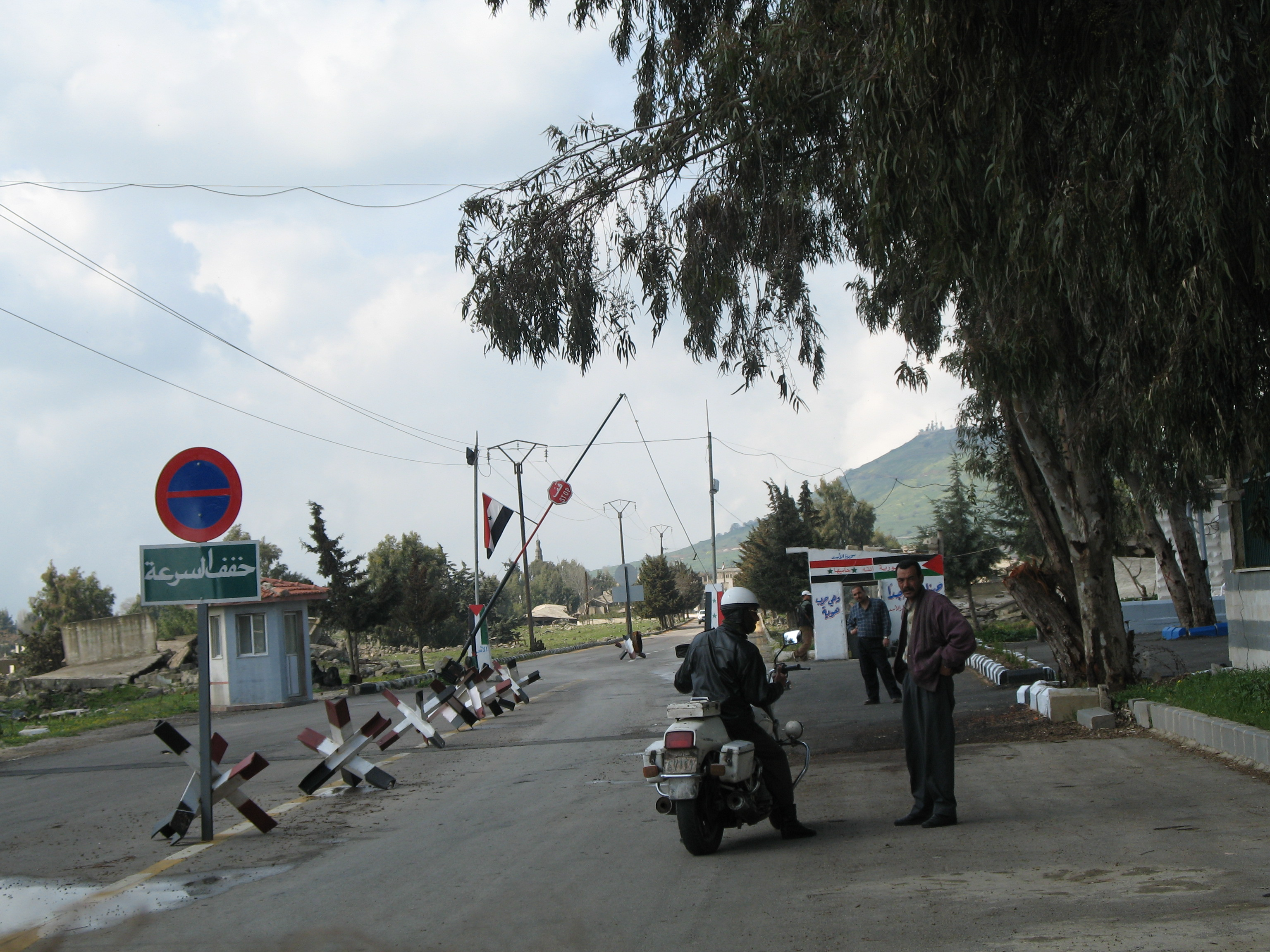
Frontera siria en los Altos del Golán dando acceso al enclave palestino.

Esta línea de armisticio se rompió durante la guerra de los Seis Días en 1967. De hecho, durante el conflicto las tropas israelíes invadieron los Altos del Golán, macizo montañoso situado al este del lago Tiberíades. El final de las hostilidades confirmó las conquistas militares de las Fuerzas de Defensa de Israel.
Sin embargo, en 1973 estalló la guerra de Yom Kipur y durante el conflicto, los israelíes siguieron ganando terreno llegando a 40 km de Damasco, la capital siria. Sin embargo, después de dos semanas y media de enfrentamientos armados, se llegó a la conclusión de un acuerdo de "alto el fuego" entre los protagonistas. Israel accedió a volver a sus posiciones militares anteriores a condición de que se estableciera entre ellos y los sirios una tierra de nadie evacuada a los pies del Golán, custodiada por las fuerzas de paz de la UNDOF, que después fue delimitada por dos líneas de alto el fuego: Alfa (oeste) y Bravo (este).
El 1981, el estado hebreo unilateralmente anexó los Altos del Golán en su territorio a pesar de las protestas internacionales. De hecho, la línea de alto al fuego Alfa de 80 km, que constituye el límite occidental de la tierra de nadie, aconteció la nueva frontera "efectiva" de Israel con Siria.
El junio de 2016, durante la guerra civil siria, la margen siria es controlada por tres entidades:

Al norte, las Fuerzas Armadas Sirias y sus aliados, los iraníes y el Hezbolá libanés. Al sur, sobre quince a veinte kilómetros, la Brigada de los mártires de Yarmouk, que ha prometido su lealtad al Estado Islámico. En el centro de 70 a 80% de la frontera (50 km), el Frente Al-Nusra y otros pequeños grupos rebeldes.